# 马尔克·奥莱尔·斯坦因
马尔克·奥莱尔·斯坦因（英語：Marc Aurel Stein，1862年11月26日—1943年10月26日），著名的犹太裔英国考古学家、艺术史家、语言学家、地理学家和探险家，原籍匈牙利。曾经分别于1900年-1901年、1906年-1908年、1913年-1916年、1930年-1931年进行了四次著名的中亚考察，其考察的重点地区是中国的新疆和甘肃。

## 早期生平
斯坦因1862年出生于匈牙利布达佩斯的一个犹太人家庭。1883年，21岁的斯坦因取得了哲学博士学位。其后，赴英国伦敦大学、牛津大学和剑桥大学从事博士后研究工作，主攻东方语言学和考古学。在此之前他已在维也纳大学、莱比锡大学和图宾根大学专攻东方学，并先后掌握了匈牙利语、德语、希腊语、拉丁语、法语、英语、梵文和波斯语等语言。

## 探险生涯
1886年，斯坦因的博士后研究即将结束时，被推荐出任英属印度旁遮普大学注册官和拉合尔东方学院院长双职，时年仅24岁。斯坦因得到任命后，立即启程前往印度，于1888年到职。从此，他一直在英属印度工作，为英国效力。
- 1900年-1901年，第一次中亚探险，发掘和田地区、尼雅遗址，取得了巨大的成功，写成了《去中国突厥斯坦从事考古和地形考察的初步报告》。此后，写出《沙埋和田废墟记》旅行记，正式考古报告是《古代和田》。

- 1906年-1908年，第二次中亚探险，发掘古楼兰遗址，透過師爺蔣孝畹，向發現莫高窟的王圓籙道士買走敦煌莫高窟藏經洞中二十四箱佛經和五箱刺繡和繪畫[2]。敦煌文物轰动整个欧洲。著有旅行记《沙漠契丹废址记》和正式考古报告《西域考古图记》。

- 1913年-1916年，第三次中亚探险，重访尼雅、楼兰遗址、敦煌，再次向蔣孝畹、王圓籙買走大量文物。这次还发掘了中国内蒙古额济纳旗的西夏古城黑水城，在打开绰号为“河边大塔”的塔腹和基座时，发掘大量佛经、文书和雕塑，共计四千件，这些文书中包括西夏文、汉文、梵文和吐蕃文等多种文字。在考察之后，他写下了《亚洲腹地》（Innermost Asia）和《在中亚的古道上》。

後來的法國探險家伯希和，亦透過蔣孝畹、王圓籙買走大量文物運往法國。
- 1930年-1931年，第四次中亚探险，由于中華民國政府新制定的文物保护法令及其他因素限制，此次探险无功而返。

1943年10月，81岁高龄的斯坦因在阿富汗进行探险考古时，因着凉发展为支气管炎，最后因中风而在考察的路上去世。

## 注脚
1. ↑  Deuel, Leo. 1970. Testaments of Time, p. 459. Baltimore, Pelican Books. Orig. publ. Knopf, NY, 1965.
2. ↑  高拜石 正中書局版 <新編古春風樓瑣記>(廿四) P192起
3. ↑  高拜石 正中書局版 <新編古春風樓瑣記>(廿四) P199